# Leptogenys intermedia
Leptogenys intermedia är en myrart som beskrevs av Carlo Emery 1902. Leptogenys intermedia ingår i släktet Leptogenys och familjen myror. Inga underarter finns listade i Catalogue of Life.

## Bildgalleri

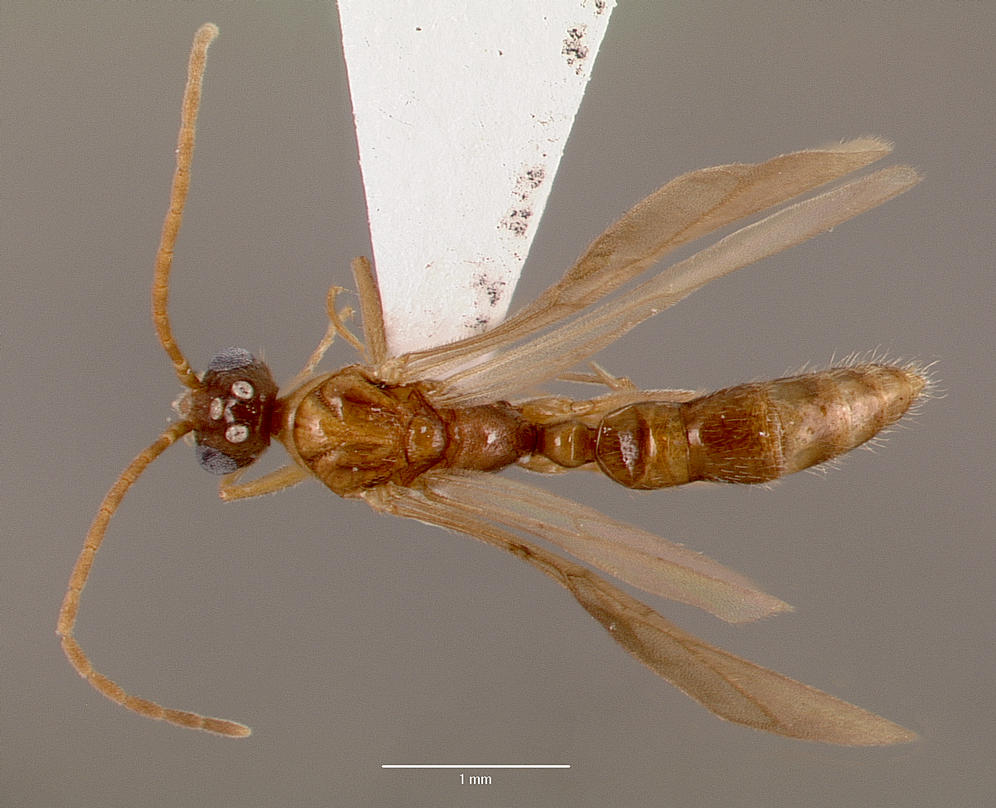
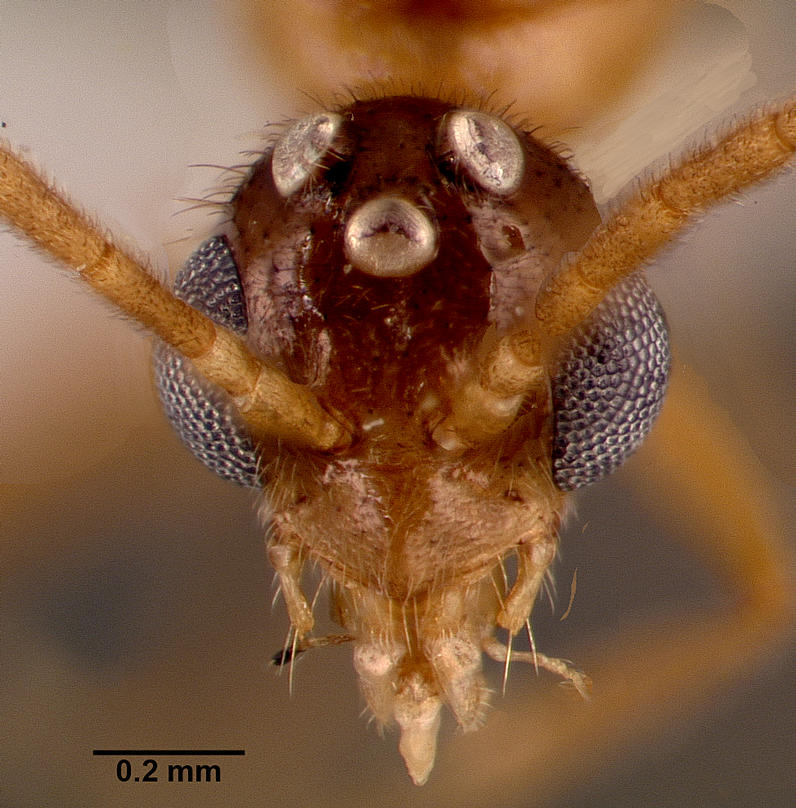
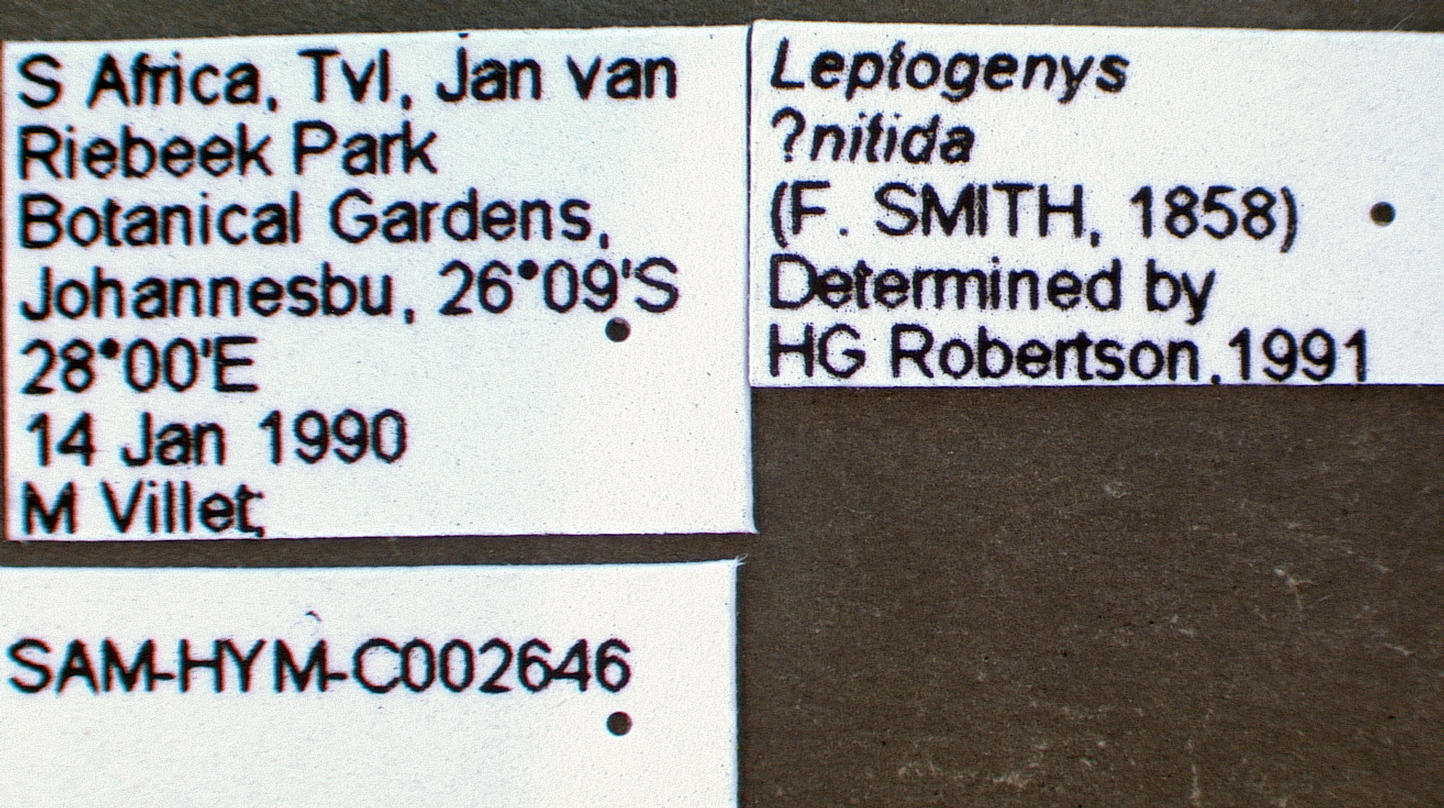
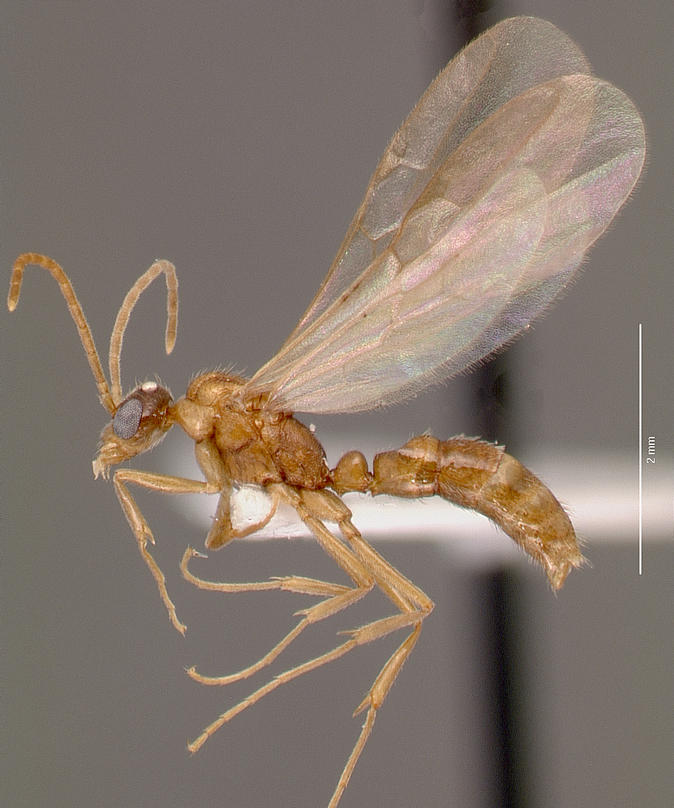
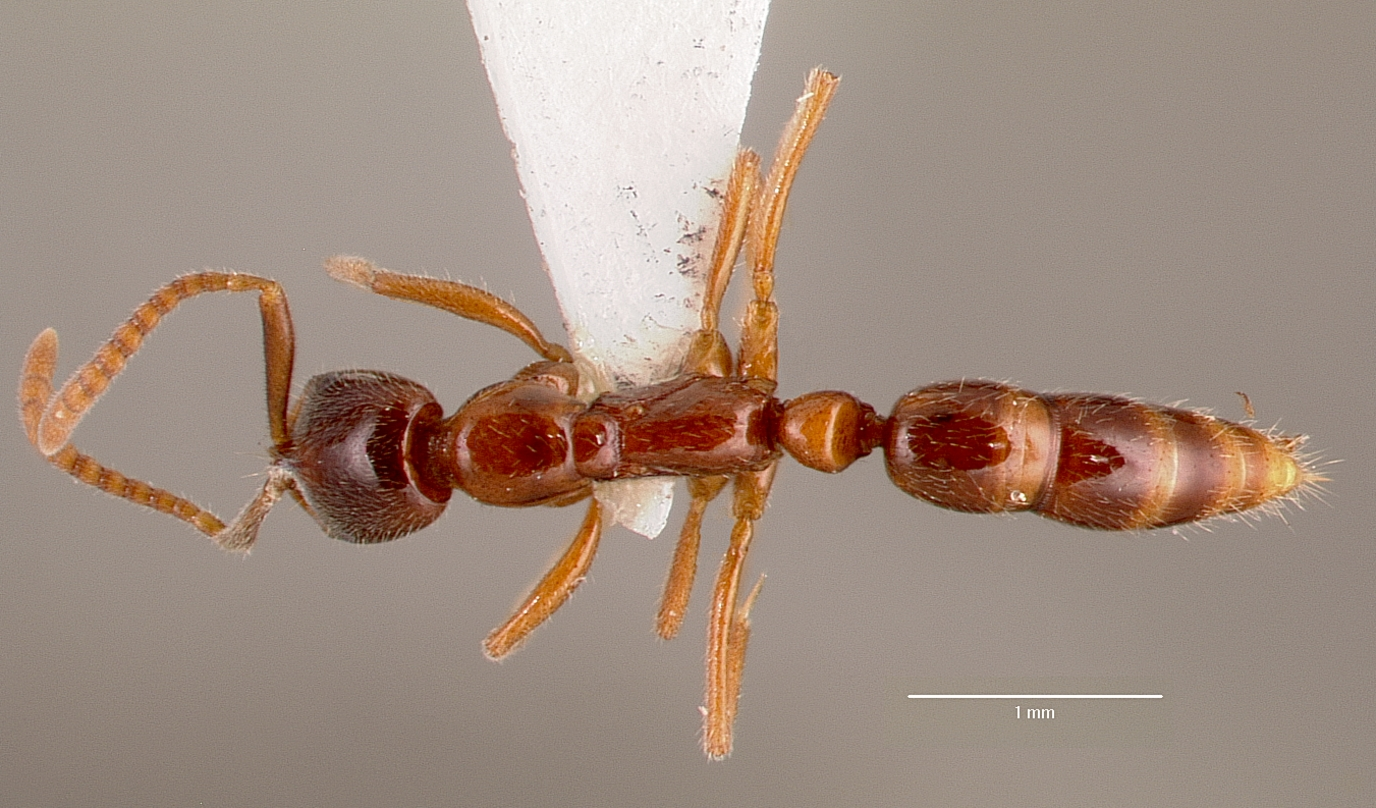
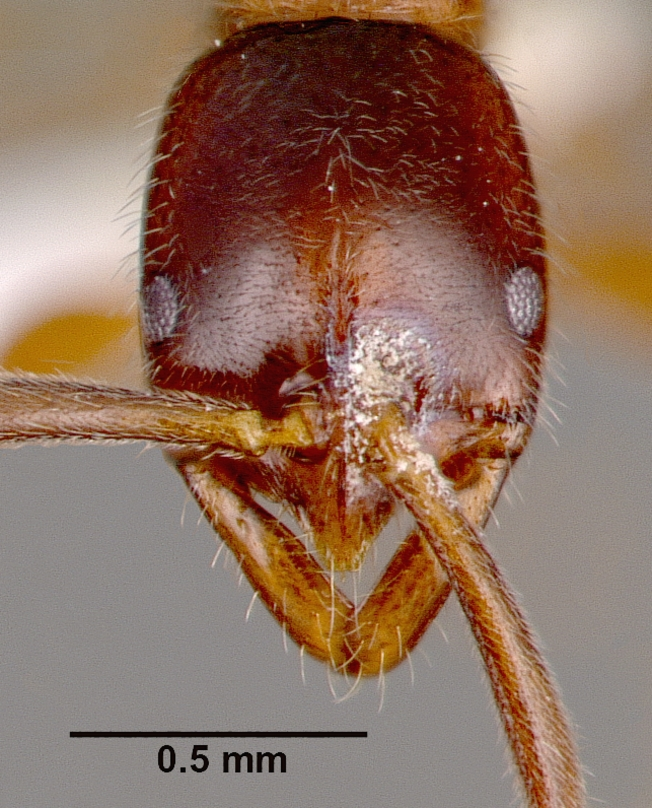